# Szarvaskő
Szarvaskő – wieś i gmina na Węgrzech, w powiecie Eger, w pobliżu Egeru. We wsi znajdują się ruiny zamku.
Gmina liczy 374 mieszkańców (2009) i zajmuje obszar 12,59 km².